# Verchnij Imbak
Il Verchnij Imbak (in russo Верхний Имбак?) è un fiume della Russia siberiana orientale, affluente di destra dell'Enisej. Scorre nel Turuchanskij rajon del Territorio di Krasnojarsk.
La sorgente del fiume si trova in una zona paludosa tra il corso dell'Enisej e quello del Bachta. Continua a scorrere tra i due fiumi in direzione nord-ovest e sfocia nell'Enisej a 1 325 km dalla foce, vicino al villaggio di Verchneimbatsk. Ha una lunghezza di 157 km e il suo bacino è di 1 600 km².